# Paurodon
Paurodon valens
Genre
Espèce
Paurodon est un genre fossile de mammifères cladothériens du Jurassique supérieur (Kimméridgien-Tithonien, il y a environ 155 à 145 millions d'années), trouvé dans la formation de Morrison, dans l'Ouest des États-Unis. Il n'est représenté que par une seule espèce, Paurodon valens.

## Taxonomie
Le nom valide complet (avec auteur) de ce taxon est Paurodon Marsh, 1887,.
Le nom du genre est dérivé du grec pauros, « petit », et odon, « dent », une référence au petit nombre de dents dans la mandibule. Le nom spécifique valens signifie « le puissant » en latin.
Paurodon a pour synonyme :
- Pelicopsis Simpson, 1927

Araeodon, Archaeotrigon, Foxraptor et Pelicopsis sont apparemment des stades de croissance de Paurodon.

## Description
Paurodon était de petite taille, tel une souris moderne (Mus musculus). La forme de la mandibule et certaines caractéristiques des dents rappellent celles des taupes dorées africaines d'aujourd'hui (genre Chrysochloris). Paurodon avait une mandibule courte et robuste, comprenant seulement huit dents post-canines (soit moins que les genres apparentés Amphitherium et Dryolestes), parmi lesquelles on compte deux prémolaires. Les molaires, avec un talonide plus court que celui d'Amphitherium, étaient bien séparées les unes des autres, avec un diastème séparant la canine des prémolaires. La mandibule était constituée d'une branche horizontale courte et robuste et d'une apophyse coronoïde qui s'élevait à une certaine distance de la dernière molaire.

## Aire géographique
Des restes de Paurodon ont été trouvés dans la zone stratigraphique 5 de la formation de Morrison, à Como Bluff (en), dans le Wyoming.
L'holotype est USNM 2143, une mandibule trouvée à Reeds Quarry 9, sur Como Bluff, comté d'Albany, Wyoming.
L'hypodigme est principalement constitué de mandibules.

## Mode de vie
Paurodon montre une convergence évolutive avec les taupes dorées modernes dans la denture et la forme de la mandibule. Cela suggère que son régime alimentaire était composé de vers de terre (contrairement à d'autres dryolestoidés contemporains, qui se nourrissaient d'insectes) et qu'il était peut-être même souterrain, comme Necrolestes, postérieur et plus dérivé.

## Classification
Paurodon est le genre éponyme des paurodontidés (Paurodontidae), une famille de mammifères archaïques généralement classés avec les dryolestidés (Dryolestidae) dans l'ordre des Dryolestida, lui-même classé dans le clade des cladothériens.

## Publication originale
- (en) O. C. Marsh, « American Jurassic mammals », American Journal of Science, and Arts, New Haven, J.D. & E.S. Dana, vol. 33, no 196,‎ 1er avril 1887, p. 327-348 (ISSN 0002-9599 et 1945-452X, OCLC 5694945, DOI 10.2475/AJS.S3-33.196.327, lire en ligne).